# Ski nautique aux Jeux méditerranéens de 2018
Les compétitions de ski nautique des Jeux méditerranéens de 2018 ont lieu du 23 juin 2018 au 24 juin 2018 à Tarragone.

## Médaillés
| Épreuve       | Or                             | Argent              | Bronze                        |
| ------------- | ------------------------------ | ------------------- | ----------------------------- |
| Slalom femmes | Camille Poulain-Ferarios (FRA) | Manon Costard (FRA) | Laura Martin-Champetier (FRA) |
| Slalom hommes | Brando Caruso (ITA)            | Carlo Allais (ITA)  | Tanguy Dailland (FRA)         |

## Tableau des médailles
| Rang  | Nation | Or | Argent | Bronze | Total |
| ----- | ------ | -- | ------ | ------ | ----- |
| 1     | France | 1  | 1      | 2      | 4     |
| 2     | Italie | 1  | 1      | 0      | 2     |
| Total | Total  | 2  | 2      | 2      | 6     |